# Кривохвостковые
Кривохвостковые, или ножебрюшковые (лат. Centriscidae), — семейство морских лучепёрых рыб из отряда иглообразных. Морские придонные рыбы. Распространены в тёплых водах Индийского и Тихого океанов.

## Описание

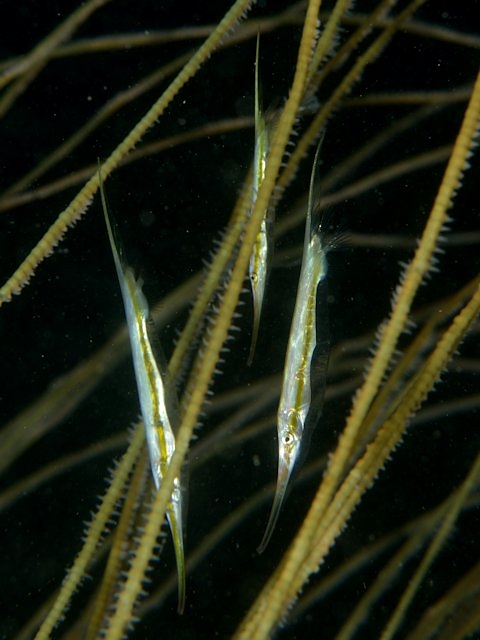
Centriscus scutatus

Тело очень сильно сжато с боков, похоже на бритву, с острым вентральным краем; дорсальный профиль тела прямой. Тело почти полностью покрыто тонкими, прозрачными костными пластинками, которые являются продолжением позвонков. Рыло удлинённое; челюсти длинные, похожие на пинцет; рот крошечный, беззубый. На самом конце тела расположена длинная острая колючка, за которой следуют две короткие колючки. Мягкий спинной и хвостовой плавники смещены на вентральную сторону тела. Грудные плавники большие, с 10—12 мягкими лучами. Маленькие брюшные плавники расположены на середине тела. Боковая линия отсутствует. Максимальная длина тела 30 см.

## Биология
Икра сферической формы, диаметром 1,1—1,3 мм, с толстым студенистым покрытием. Личинки вылупляются при длине тела около 2 мм. Икра и личинки планктонные. Молодь переходит к придонному образу жизни при длине тела около 20 мм, часто образует небольшие скопления вдоль берегов в защищенных бухтах. Взрослые особи плавают небольшими стайками почти в вертикальном положении головой вниз. Часто наблюдаются среди морских лилий и морских ежей семейства Diadematidae. Питаются мелким зоопланктоном (копеподы, амфиподы и др.).

## Классификация
В состав семейства включают 2 рода с 4 видами:
- Aeoliscus Jordan & Starks, 1902 — Кривохвостки[4]
  - Aeoliscus punctulatus (Bianconi, 1854)
  - Aeoliscus strigatus (Günther, 1861) — Обыкновенная кривохвостка
- Centriscus Linnaeus, 1758 — Кривохвосты, или ножебрюшки
  - Centriscus cristatus (De Vis, 1885)
  - Centriscus scutatus Linnaeus, 1758 — Кривохвост, или ножебрюшка